# 위무택
위무택(衛無擇, ? ~ 기원전 183년)은 전한 초기의 관료이다.

## 생애
병졸로서 패(沛) 땅에서 고조와 함께 거병하였고, 낭(郞)으로서 진여를 쳤다. 이후 위위가 되어 악평후(樂平侯)에 봉해졌다.
고후 5년(기원전 183년)에 죽으니 시호를 간이라 하였고, 작위는 아들 위승이 이었다.

## 출전
- 사마천, 《사기》 권19 혜경간후자연표
- 반고, 《한서》 권16 고혜고후문공신표

| 전임 유택 | 전한의 위위 기원전 184년 ~ 기원전 183년? | 후임 정 |

|  | 전한의 악평후 기원전 184년 음력 4월 병신일 ~ 기원전 183년 | 후임 아들 악평공후 위승 |